# Casa del esquileo (Cabanillas del Monte)
La Casa del esquileo de Cabanillas del Monte es una edificación de carácter ganadero ubicada en la localidad de Cabanillas del Monte, perteneciente al municipio de Torrecaballeros, en la provincia de Segovia (España). Tiene sus orígenes en el siglo XVI, aunque su estructura fue remodelada completamente en el siglo XVIII siendo adaptada al característico rancho o finca de esquileo que comenzó a construirse a lo largo de las grandes cañadas reales para despojar de su vellón de lana a los rebaños de ganado merino trashumante.
El complejo conserva intacta su estructura, así como su primitiva disposición, constituyendo el mejor ejemplo de este tipo de instalaciones de la provincia de Segovia. Ha mantenido su uso originario hasta el siglo XX, cuando comenzó a ser explotado con fines comerciales, aunque anualmente rememora su pasado con una demostración de esquileo de lana.

## Historia
El origen de esta explotación lanar se halla en el siglo XVI, aunque es después de su reconstrucción en el siglo XVIII cuando comienza a adquirir mayor importancia. La descripción más antigua del conjunto aparece en el Catastro de Ensenada, de Zenón de Somodevilla y Bengoechea, marqués de la Ensenada, fechado en 1752:

Una [casa esquileo] con todas sus officinas, como son quartos altos, vajos, lonjas, rancho, esquiladero, encerradero, bache, corral, empegadero y mathadero. Tiene de frente sesenta y dos varas y de fondo diez y seis y dos tercias. Confronta sur con calle pública, a norte con la cacera del lugar, y arrendado rentaría en cada un año mill trescientos cinquenta reales, en cuia renta va inclusa la de las officinas [...]sobre el expresado esquileo tiene la carga anual de ciento y quarenta y quatro reales vellón que se pagan al mayordomo de la Yglesia de este Lugar para el zevo de la luminaria del Santísimo.

Por esta fecha era propiedad de Miguel Antonio de Dueñas, procedente de Medina del Campo (Valladolid), quien lo vendió en 1762 a Gabriel de Herrera y Silva, un rico ganadero segoviano, autor de la reconstrucción del conjunto. Una vez fallecido, fue heredado por su hija, y muerta ésta, en 1798 entra en posesión su nieta Juana de Escobar y Herrera, mujer de Luis de Contreras y Peralta, IV marqués de Lozoya, quien llevó a cabo las últimas actuaciones en la estructura hacia el año 1800, instalando su residencia familiar en la casa grande del complejo. Pascual Madoz recoge a mediados del siglo XIX en su Diccionario geográfico-estadístico-histórico de España la siguiente reseña sobre el complejo: «el esquileo que tienen en este barrio los señores marqueses de Lozoya, en el que hay capacidad para 120 tijeras con sus encerraderos y oficinas correspondientes; se esquilan en la actualidad de 6 a 8.000 cabezas».

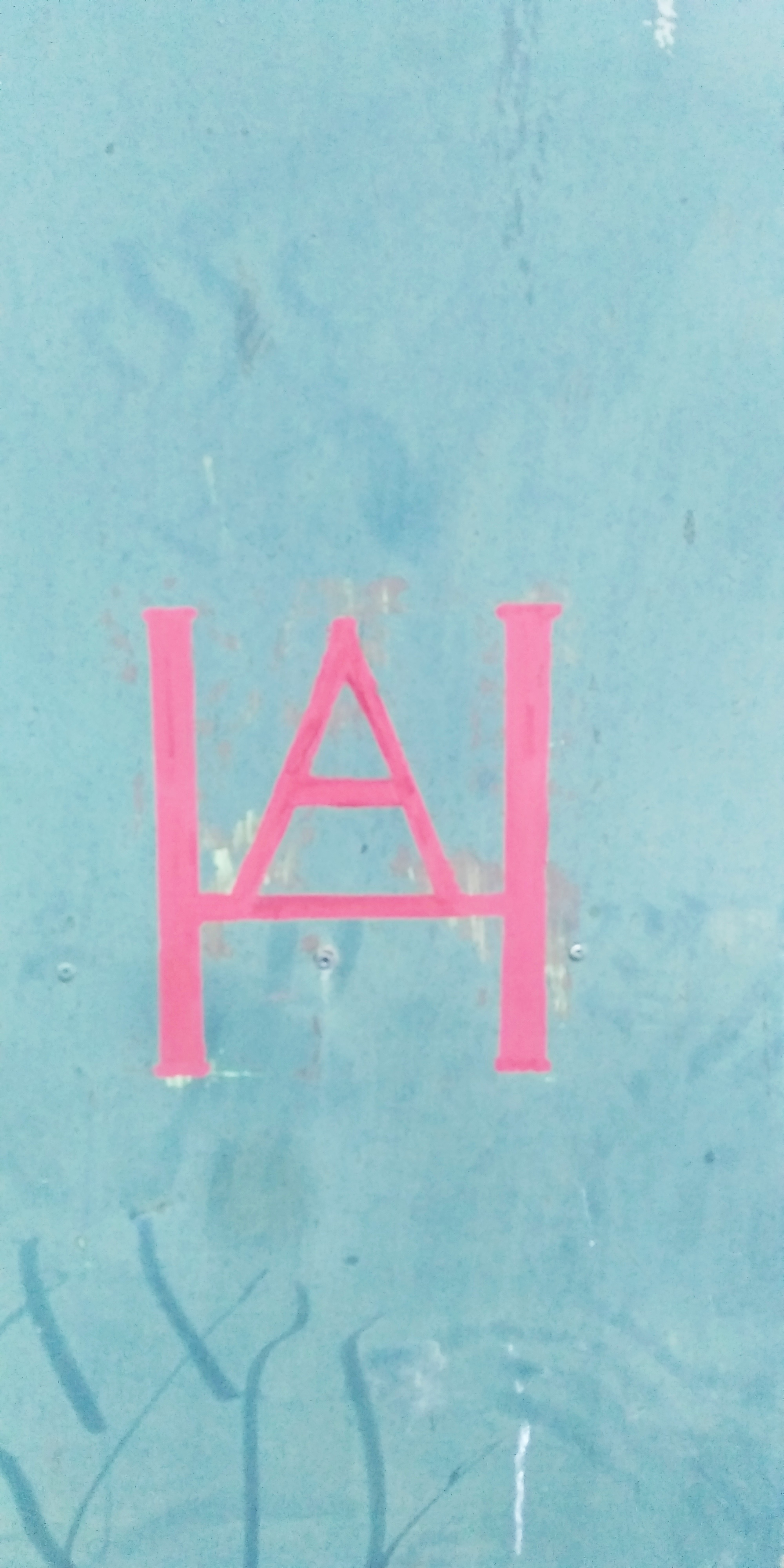
Estirpe de la casa de esquileo en una puerta

En 1910 fue heredado por la familia Peñalosa y Contreras, que dejó a un lado la industria lanera y dedicó las instalaciones a la ganadería bovina, manteniendo el referido uso hasta el siglo XX. El 6 de febrero de 1997 fue declarado Bien de Interés Cultural, cuando aún era propiedad de Rodrigo de Peñalosa e Izuzquiza, vizconde de Altamira e hijo de Luis Felipe de Peñalosa y Contreras, reconocido historiador español.

## Descripción
El conjunto está circundado perimetralmente por un muro de mampostería y ocupa 300 metros cuadrados. Está formado por cuatro cuerpos de edificación, en los que se distribuye la casa principal, el esquileo, casa de pastores y casa de guardas, adosados entre sí, que se articulan alrededor de varios patios. 
La casa principal es una construcción de mampostería, con sillería reservada en las esquinas y recercado de ventanas. Consta de dos plantas, la superior destinada a vivienda. 
El esquileo tiene planta rectangular dividida en dos zonas: la nave del bache o sudadero, que es una dependencia angosta donde se introducía el ganado la noche anterior para que el sudor facilitase la labor de corte; y la nave propia del esquileo, con grandes ventanales, en su día acristalados con plomo. Su sección transversal está formada por una cubierta de cerchas de madera del tipo cuchillo español, con pendolón y tornapuntas de 10 metros de luz, que apoyan en muros de mampostería. 
Sobre la nave del esquileo se abre un oratorio integrado en la vivienda, que permitía el cumplimiento del precepto de oír misa domingos y festivos, sin cesar la labor, sólo interrumpida en la consagración. Bajo el oratorio se sitúan las lonjas para almacenamiento del vellón esquilado. 
La casa de pastores es una nave de planta rectangular, destinada a comedor de los pastores. Tiene un porche formado por pies derechos y zapatas de madera, apoyados en zapatas de granito, con zócalo de mampostería. Se cubre con estructura de madera de par y nudillo, rematada con cabios, ripia y teja curva a canal.

### Instalaciones

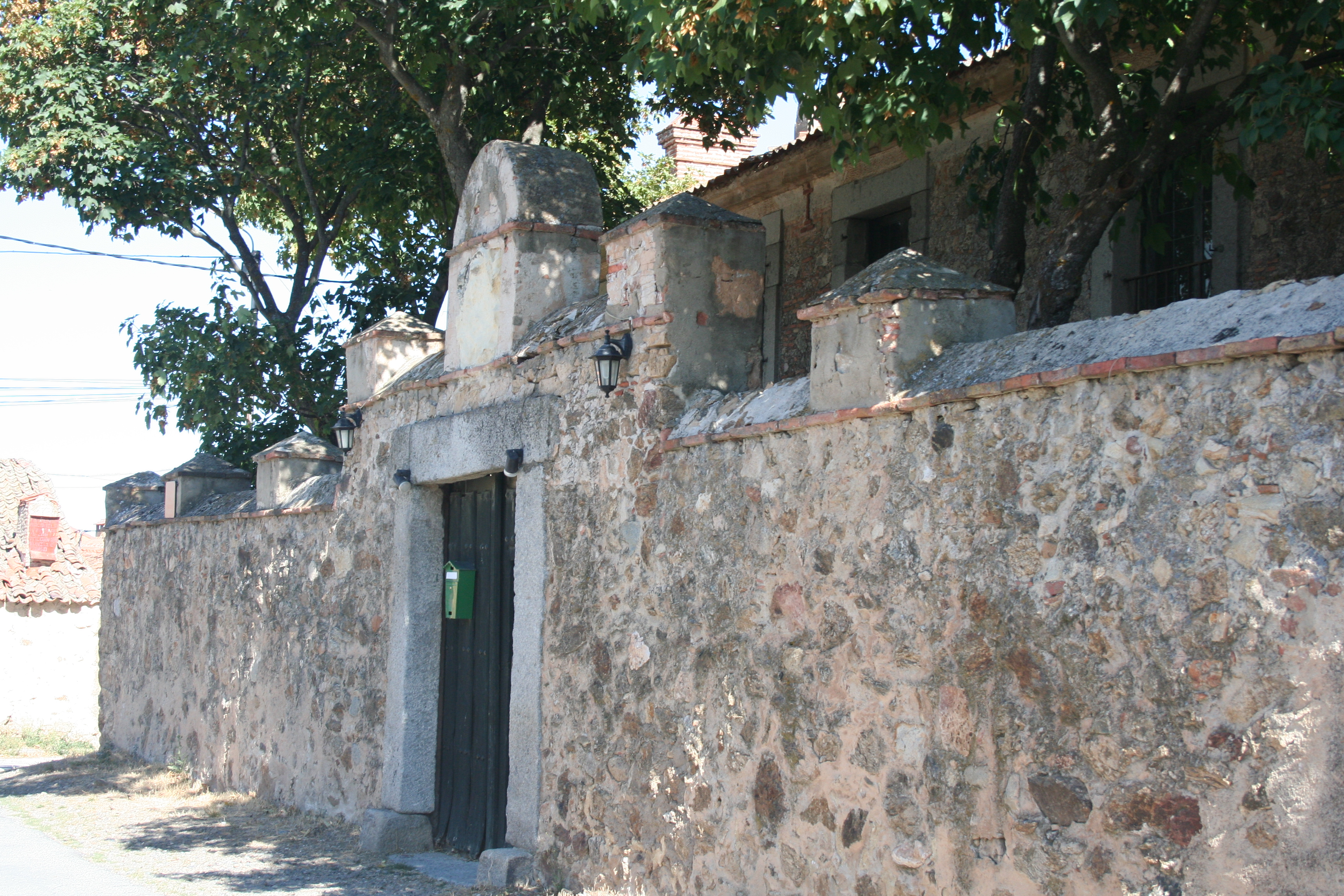
Entrada suroeste de la Casa del Esquileo.
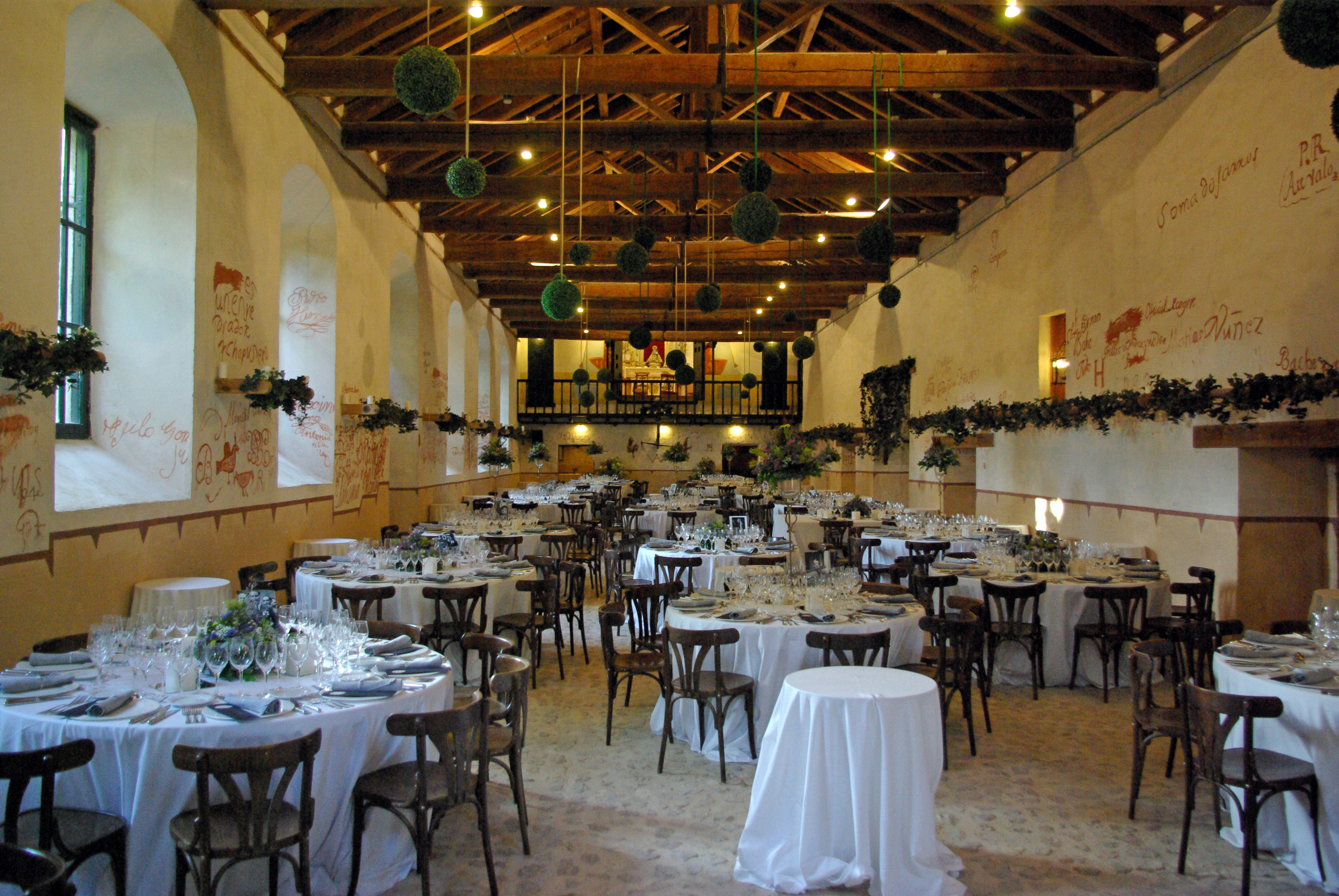
Interior del esquileo.
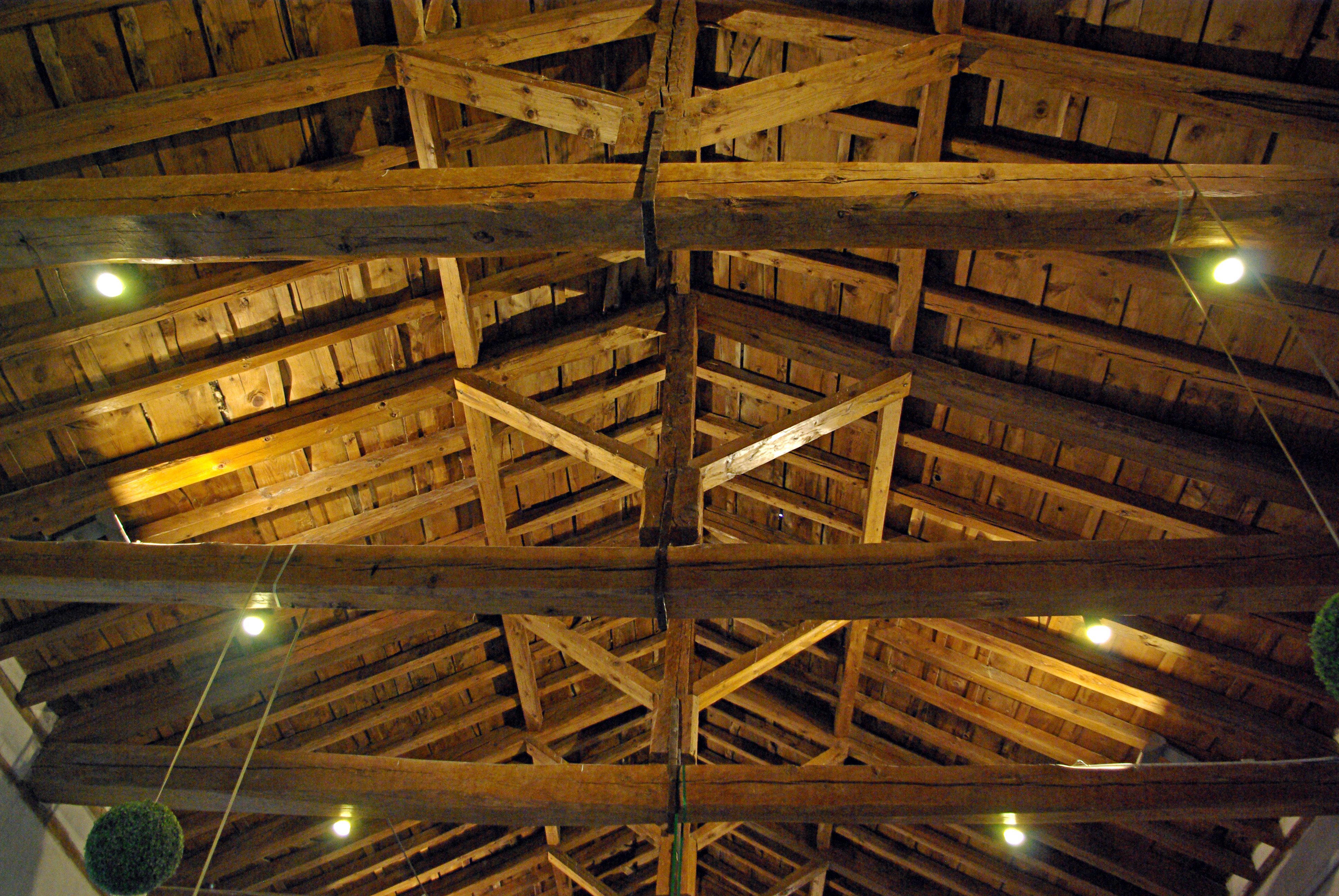
Cubierta.
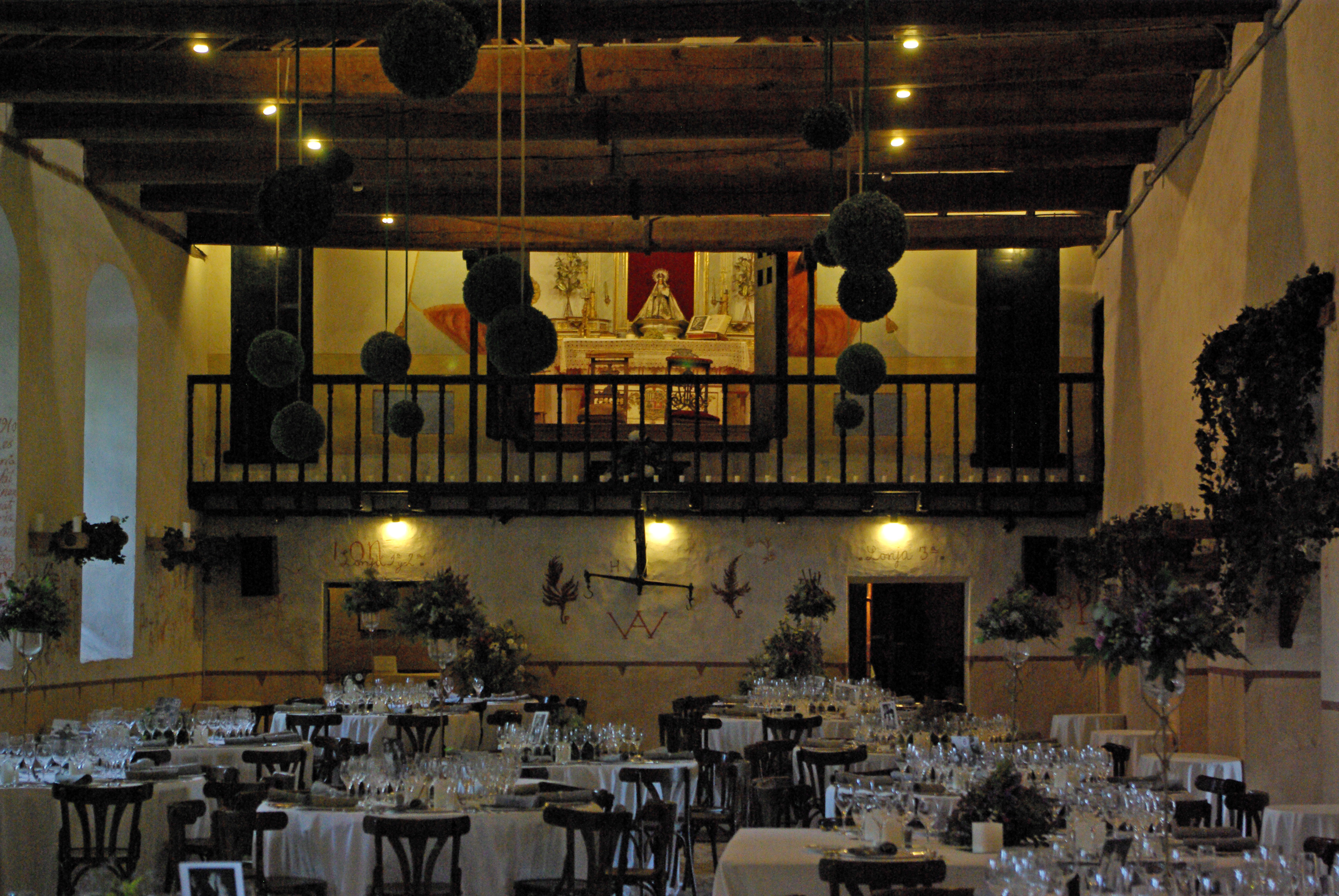
Oratorio.